# Cortland Finnegan
Cortland Temujin Finnegan (født 2. februar 1984 i Fayetteville, North Carolina, USA) er en amerikansk football-spiller, der spiller som cornerback for NFL-holdet Miami Dolphins. Han har spillet for holdet siden 2014. Tidligere har han repræsenteret Tennessee Titans og St. Louis Rams.
Finnegans præstationer blev i 2008 belønnet med udtagelse til NFL's All-Star kamp, Pro Bowl.